# Suženje mokraćovoda bešike
Suženje mokraćovoda bešike ili stenoza uretre (lat. Strictura urethrae) predstavlja suženje lumena uretre različitog stepena, koje blokira protok mokraće u sluzokožnom mišićnom kanala koji povezuje mokraćnu bešiku sa otvorom na telu i zbog koga se urin otežano izbacuje u spoljašnju sredinu. Suženje uretre može uzrokovati razne medicinske probleme u urinarnom traktu, uključujući upalu ili infekciju. Najčešće se javlja kod muškaraca, a jako retko kod novorođenčadi i kod žena.
Kliničke karakteristike suženja uslovljavaju izbor odgovarajuće hirurške terapije za njeno rešavanje u koje spadaju: dilatacija (bužiranje) uretre, endoskopska resekcija (uretrotomija interna), ugradnja uretralnih stentova i otvorene hirurške procedure („end-to-end“anastomoza i augmentaciona uretroplastika).  
Odmah po pojavi tegoba sa mokrenjem i izgledom mokraće pacijent se treba obratite lekaru. Rani tretman je potreban da bi se sprečili druga opasnija stanja, kao što je zadržavanje urina (jer kod ovog stanja urin ne može izaći iz tela), koje može dovesti do trajni poremećaj u bešici i bubregu.

## Terminologija
Suženje (striktura) mokraćovoda bešike predstavlja suženje lumena mokražiovoda (uretre) različitog stepena praćeno ožiljnim promenama u spongioznom tkivu (spongiofibroza).
U anglosaksonskoj literaturi termin  „stricture" odnosi se na pomenuti patološki entitet, a termin  „stenosis" samo na suženje lumena uretre bez prateće spongiofibroze ili suženje onih delova uretre koji nemaju spongiozno telo (membranozna i prostatična uretra). S obzirom na etiološke i patofiziološke procese, konsenzusom je prihvaćeno je da se suženja prednje uretre nazivaju strikture (engl. anterior urethral strictures), a za promene u zadnjoj uretre koristi se termin disrupcija (engl. posterior urethral disruption).

## Epidemiologija
Incidenca suženje mokraćovoda bešike u opštoj populaciji raste sa godinama starosti, i kreće se od 1:10.000 kod muškaraca starosti 25 godina, do 1:1.000 kod muškaraca starijih od 65 godina.

## Etiologija
Suženje mokraćovoda bešike je suženje lumena različitog stepena, i može biti u rasponu od minimalnog do potpunog prekida kontinuiteta protoka mokraće kroz mokraćovod. Kako se strikture ili stenoze mokraćovoda mogu podeliti — prema etiološkim faktorima, lokalizaciji promena u različitim delovima mokraćovoda i dužine suženja, sve ove podele navedene su u ovoj tabeli:
| Podela suženje mokraćovoda bešike | Faktori |
| --------------------------------- | --- |
| Prema etiološkom faktoru          | Kongenitalne ili urođene Stečene Idiopatske ili nepoznatog porekla (34%), npr. „okidač" može da bude previđena mala trauma u dalekoj prošlosti. Jatrogene (32%), kod kojih se kao najčešći jatrogeni faktori navode: transuretralne resekcije (41%), produžene kateterizacije (37%), cistoskopije (13%), operacije hipospadije (6%), radikalne prostatektomije (3%). Inflamatorne ili infektivne (20%), npr. kao posledica lichen sclerosus ili nakon infekcije izazvane gonokoko, u Reiterovom sindrom (trijas: uretritis, kouktivitis i artritis) i vitiligo. Ishemične. Mehanička trauma (14%). koja može da bude nepenetrantna, penetrantna, amputacija i avulzijaNajčešće nastaje kao posledica dejstva direktne mehaničke sile u vidu najahivanja na čvrst predmet. Poseban entitet predstavljaju rupture posteriorne uretre koje nastaju nakon snažne traume praćene frakturom karličnih kostiju i kidanja uretre zbog čvrstih pripoja na karličnom prstenu. Termičke, hemijske i radijacione povrede. |
| Prema lokalizaciji                | - prednje uretralna striktura - zadnja uretralna disrupcija |
| Prema dužini suženja              | - prestenaste - srednje dužine - panuretralne |

Upale, povrede ili ožiljci, koji dovode do strikture uretre mogu nastati zbog različitih etioloških faktora, među kojima su najznačajniji:
- Medicinske procedure koje ubacuju alat u uretru, kao što je uretralni endoskop .
- Rak mokraćovoda ili rak prostate.
- Dugotrajna upotreba katetera.
- Povrede ili prelomi u karličnim kostima.
- Povreda prepona, npr. naneta nakon sudara u području u blizini skrotuma.
- Seksualno prenosive infekcije, kao što su gonoreja ili hlamidija .
- Benigna hiperplazija prostate (benigno povećanje prostate).
- Infekcije urinarnog trakta koje se često ponavljaju ili su neasdekvatno lečene.
- Nakon operaciju prostate, hipospadije, implantate penisa ili radioterapiju.

## Patofiziologija
Osnovni patofiziloški mehanizam predstavlja oštećenje epitela mokraćovoda i spongioznog tkiva, koje dovodi u procesu zarastanja do stvaranje ožiljka odnosno spongiofibroze. To ima za posledicu trajno suženje lumena uretre.
Najznačajnije promene tokom razvoja suženje mokraćovoda bešike dešavaju se upravo u vezivnom tkivu spongioznog tela uretre, gde dolazi do gubitka odnosa između glatke muskulature, ekstracelularnog matriksa i vaskularnih sinusoida. Menja se struktura kolagena, u smislu povećanja kolagena tipa III na račun kolagena tipa I, a osim toga povećava se ukupan broj kolagenih vlakana, a opada količina elastičnih vlakana, što sve rezultira smanjenim elasticitetom periuretralnog tkiva i manjom komplijantnošću uretre.

## Klinička slika
Kliničkom slikom suženja mokraćovoda bešike dominiraju sledeći znaci i simptomi:
- Želja za češćim i iznenadnim mokrenjem.
- Nemogućnost mokrenja ili nemogućnost kontrole procesa uriniranja.
- Bol i pečenje pri mokrenju .
- Slab malaz urin ili smanjena količina urina.
- Pojava krvi u spermi ili urinu.
- Boja urina je prilično tamna.
- Penis je bolan i otečen.
- Bol u karličnoj šupljini ili donjem trbuhu (abdomenu).

## Dijagnoza
Dijagnoza suženja mokraćovoda bešike postavlja se na osnovu:
- anamneze,
- kliničkog pregleda područje oko penisa — kako bi se otkrili klin ički znaci koji mogu pratiti strikture uretre (povećanje ili oticanje prostate i limfnih čvorova u području prepona, i područje penisa koje je teško opipljivo).
- merenje brzine protoka mokraće kada pacijent urinira.
- laboratoriske analize — uzoraka urina da bi se proverio sadržaj bakterija i mogua pojava krvi u urinu.
- cistoskopija — postupak umetanja malog creva opremljenog svetlom i kamerom, za proveru stanja uretre i mokraćne beđike.
- retrogradna uretrografija uz pomoća X-zraka — kako bi se utvrdilo stanje i prisustvo eventualne povrede uretre.
- testovi za seksualno prenosive bolesti — posebno za proveru mogućih infekcija hlamidijom i gonorejom.

## Tarapija
Postoji nekoliko oblika terapiji koje lekari mogu preduzeti u sanaciji suženja mokraćovoda bešike , u koje spadaju:
Dilatacija (bužiranje) uretre
Dilatacija ili bužiranje je postupak koji ima za cilj sukcesivno uvođenje čvrstih (plastičnih ili metalnih) bužija u 
uretru sve do mokraćne bešike u cilju proširenja njenog lumena. Osim navedenih mogu se koristiti i tzv. Amplatz dilatatori i balon dilatatori. Ponekad se ovaj postupak mora ponoviti nekoliko puta, jer se sužanja, zbog elastičnosti zida uretre, mogu ponoviti nakon dilatacije. 
Cilj ove procedure je širenje lumena mokraćovoda bez izazivanja povrede, ili stvaranja slepog kanala, koji predstavlja pliću ili
dublju punktiformnu ranu u spongioznom telu penisa. Zato prilikom bužiranja ne treba korisiti preteranu silu, več se savetauje, da bužija praktično svojom težinom pronalazi put kroz uretru  
Ukoliko ipak dođe do jatrogenih krvarenja, mnogo je verovatnije da će krajnji rezultati biti nova, još jača stenoza uretre.
Uretrotomija
Ureterotomija je postupak koji se zasniva, prvo na umetanju malog creva sa kamerom u mokraćovod da bi se videlo mesto ožiljnog tkiva koje uzrokuje suženje, a zatim na rezanju skalpelom tkiva koje je izazvalo suženje, tako da se uretralni kanal postane ponovo rastegljiv.
Uretroplastika
Uretroplastika je metoda koja se zasniva na uklanjanju tkiva koje je izazvalo sužennje i preoblikovanju uretre. Ova procedura se izvodi na strikturama uretre koje su ozbiljne i traju dugo.
Uretralni stent
Trajni uretralni stent odobren je za upotrebu kod muškaraca sa bulbarnom strikturom uretre 1996. godine, ali je ubrzo ulonjen sa tržišta SAD.
Privremeni termoekspandirajući uretralni stent (Memotherm) dostupan je u Evropi, ali trenutno nije odobren za upotrebu u Sjedinjenim Američkim Državama.

Nakon najnovijih istrživnja, primena stenta u rešavanju stenoze uretre sada je preporučena samo kod manjog broja pacijenata, koji imaju:
- recidivantne bulbarne strikture,
- nemaju mogućnosti za ponavljane dilatacije, odnosno nisu u stanju da podnesu otvorenu operaciju.

Stalno postavljanje katetera
Trajni kateter se plasira u uretru samo kod teških striktura uretre.
Promena toka mokraće
Promena toka mokraće zasniva se na stvarajući otvora u stomaku, kojim se uretra povezuje sa spoljašnjom sredinom.
Ostali oblici lečenja
Pored gore navedenih procedura, lekar takođe propisati antibiotike da bi se sprečila infekcija mokračnih puteva. Antibiotici se moraju davati duži vremenski period, odnosno sve dok se uretralni trakt ne vrati u normalnu funkciju ili proširi.

## Komplikacije
Pretpostavka je da su česti recidivi ove bolesti, koje srećemo u kliničkoj praksi, rezultat neadekvatnog terapijskog pristupa

## Prevencija
Kako su jedan od uzroka suženje mokraćovoda bešike polno prenosiva infekcija, pacijentima se savetuje siguran seksualni odnos kao glavna preventivna mera.

## Spoljašnje veze
|  | Molimo Vas, obratite pažnju na važno upozorenje u vezi sa temama iz oblasti medicine (zdravlja). |